# Valdemorillo
Valdemorillo è un comune spagnolo di 7 091 abitanti situato nella comunità autonoma di Madrid, parte della comarca di Cuenca del Guadarrama.